# 쑨거
쑨거(중국어 간체자: 孫歌, 병음: Sun Ge, 한자음: 손가, 1955년 ~ )는 중국의 정치학자이다. 2015년까지 중국사회과학원 문학연구소 연구원을 지냈으며 주 분야는 일본 정치사상 연구로, 다케우치 요시미와 마루야마 마사오 연구로 알려져 있다. 지린대학교 중국어학과를 졸업하고, 도쿄 도립대학에서 정치학으로 박사학위를 받았다. 저서로 《다케우치 요시미라는 물음》, 《아시아라는 사유공간》 등이 있다.